# Maria Ciucurescu
Maria Ciucurescu (n. 6 august 1866, Horezu – d. 1939, București) a fost o actriță română, promotoare a școlii realiste românești de la sfârșitul secolului XIX. A jucat în cele mai variate forme ale comediei, dar mai ales în rolurile comediei de tip clasic (Shakespeare, Moliere, Gogol, Caragiale), remarcându-se prin vioiciunea și naturalețea interpretării.

## Filmografie
Independența României (1912), doamnă de la Crucea Roșie
Manasse (1925), Ester
Drumul iertării (1927), mama